# Шеин, Василий Дмитриевич
Васи́лий Дми́триевич Ше́ин (ум. 1550) — русский военный и государственный деятель, окольничий, боярин, дмитровский дворецкий, воевода, второй сын боярина Дмитрия Васильевича Шеина. Братья — бояре Юрий (ум. 1546) и Иван (ум. 1556).

## Биография
В 1532 году Василий Дмитриевич Шеин был вторым воеводой на Северной Двине. В 1544 году был пожалован из окольничих в бояре. В 1546 году В. Д. Шеин — второй наместник в Великом Новгороде.
В 1547 году боярин Василий Дмитриевич Шеин был первым воеводой передового полка, где участвовал в защите южнорусских границ от нападений крымских татар. В 1548 года перед походом русской армии на Казанское ханство боярин В. Д. Шеин — первый воевода во Владимире и Гороховце «у наряда». В 1550 году во время второго похода царя Ивана Грозного на Казань Василий Дмитриевич Шеин был оставлен с другими боярами «Москву ведать».
В том же 1550 году боярин В. Д. Шеин скончался, оставив после себя пять сыновей (Бориса, Андрея, Григория, Ивана и Петра Горбатого).